# Schiltzberg
Schiltzberg (en luxembourgeois : Schiltzbierg ) est une localité de la commune luxembourgeoise de Fischbach située dans le canton de Mersch.